# Маркарян, Маро Егишевна
Маро Егишевна Маркарян (арм. Մարո Մարգարյան, 22 декабря 1915 или 9 декабря 1916, село Шулаверы, ныне посёлок Шаумяни Марнеульского муниципалитета, Грузия — 29 января 1999, Бюракан) — советская и армянская поэтесса и переводчица, сестра астронома Вениамина Маркаряна. Некоторые её произведения переведены на русский и английский языки.

## Жизнь и творчество
Родилась на территории современной Грузии в бедной крестьянской семье. Её первые произведения были опубликованы в 1935 году, в 1937 году она вступила в Союз писателей СССР. В 1938 году закончила филологический факультет Ереванского университета, затем аспирантуру при армянском отделении Академии наук СССР. В 1967—1984 годах работала в Комитете по культурным связям с армянской диаспорой за рубежом. Последние годы жизни провела в Бюракане, где и похоронена.
Главные поэтические сборники: «Близость» (1940), «Стихотворения» (1945), «Голос матери» (1950, русский перевод 1952), «Пшатени» (1954), «Лирический рассвет» (1957), «Насыщенное молчание» (1972). Для её стихов характерны эмоциональность и лаконичность, тематикой большинства произведений является любовь к родине, человеческие взаимоотношения и материнство. Маркарян также переводила на армянский язык стихотворения ряда русских поэтов, в том числе Есенина, Михалкова, Ахматовой и других.

## Награды и премии
- орден Дружбы народов (20.12.1985)
- 2 ордена «Знак Почёта» (27.06.1956; 23.03.1976)
- Государственная премия Армянской ССР (1983)
- Премия имени Аветика Исаакяна (1981)